# Ekliptika
Ekliptika er en storcirkel på himmelkuglen (himmelsfæren) som Solen, set fra Jorden, ser ud til at bevæge sig langs i løbet af et år. Det er Jordens bane om Solen der får Solen til tilsyneladende at ændre position i forhold til baggrundsstjernerne i løbet af året.
Da der er ca. 365 dage på et år og 360 grader i en cirkel, "bevæger" Solen sig knap 1 grad hvert døgn i forhold til baggrundsstjernerne, set fra Jorden.
Set fra en observatør på Jorden følger Solen i løbet af et døgn stort set baggrundsstjernerne på himmelen. Hvis vi kunne se baggrundsstjernerne om dagen, ville vi altså direkte kunne se dem "følges ad" med Solen i løbet af dagen. Men de følges altså ikke fuldstændig ad, for Solen forskyder sig cirka 1 grad i forhold til baggrundsstjernerne på et døgn. 1 grad er lidt mindre end halvdelen af bredden af en finger i udstrakt arm, så bevægelsen på et døgn er ikke stor. Men på et år udgør denne meget langsomme, tilsyneladende bevægelse af Solen i forhold til baggrundsstjernerne altså en komplet storcirkel på himmelkuglen, og den kaldes ekliptika.
I denne "bevægelse" gennem ekliptika flytter Solen sig gennem alle de 12 stjernebilleder i dyrekredsen. De 12 stjernetegn, man kan være født i, er ikke det samme som de 12 stjernebilleder, da stjernetegnene er en lige opdeling af ekliptikabanen. Dette vil sige, at hvert stjernetegn fylder 30 grader, hvilket stjernebillederne ikke gør. At være født i et bestemt stjernetegn betyder altså blot, at Solen på ens fødselstidspunkt stod i det pågældende stjernetegn på himmelen på sin årlige "bevægelse" langs ekliptika. 
Fordi solsystemet næsten har form som en flad skive, bevæger planeterne sig også stort set langs ekliptika. Og stjernebillederne i Dyrekredsen befinder sig som sagt også langs ekliptika. Dette gør ekliptika til en meget nyttig linje for dem der vil finde planeterne eller stjernebillederne i Dyrekredsen, da de kan siges at “følge Solen”.
Ekliptika hælder 23,5 grader i forhold til himlens ækvator. De to punkter hvor ekliptika skærer himlens ækvator kaldes jævndøgnspunkterne.
Højden af ekliptika over horisonten ændres året igennem på grund af hældningen af Jordens omdrejningsakse på 23,5 grader i forhold til aksen for Jordens omløb omkring Solen. Denne hældning af Jordens omdrejningsakse er årsagen til årstidernes skiften. I sommerhalvåret ligger størstedelen af ekliptika over horisonten (maksimalt ved sommersolhverv), og dagene er længere end nætterne. I vinterhalvåret ligger størstedelen af ekliptika under horisonten (maksimalt ved vintersolhverv), og dagene er kortere end nætterne.